# Serengetimys pernanus
Serengetimys pernanus (P.S.Kershaw, 1921) è un roditore della famiglia dei Muridi, unica specie del genere Serengetimys (Nicolas & Bryja, 2021), diffuso nell'Africa orientale.

## Descrizione

### Dimensioni
Roditore di piccole dimensioni, con la lunghezza della testa e del corpo tra 73 e 88 mm, la lunghezza della coda tra 60 e 78 mm, la lunghezza del piede tra 15 e 18,4 mm, la lunghezza delle orecchie tra 14 e 16 mm e un peso fino a 18 g.

### Caratteristiche craniche e dentarie
Il cranio ha il palato che non raggiunge la metà del secondo molare. I fori incisivi sono lunghi e raggiungono le radici dentarie.
Sono caratterizzati dalla seguente formula dentaria:

### Aspetto
La pelliccia è lunga e soffice. Le parti superiori sono marroni, cosparse di peli dalla punta nerastra lungo la schiena, mentre le parti inferiori sono grigie con la punta dei peli bianca. Una banda laterale fulvo-ocracea si estende lungo i fianchi. Le zampe sono bianche. Una grossa macchia bianca è presente dietro ogni orecchio. La coda è più corta della testa e del corpo, marrone nei 2/3 basali, nera e ricoperta di piccoli peli bianchi all'estremità. La parte inferiore è più chiara.

## Biologia

### Comportamento
È una specie terricola e notturna.

## Distribuzione e habitat
Questa specie è diffusa nella Tanzania settentrionale e nord-orientale, Kenya sud-occidentale e nel Ruanda orientale.
Vive nelle savane umide di pianura.

## Conservazione
La IUCN Red List, considerato che ci sono poche informazioni sull'areale e la densità della popolazione, classifica M.pernanus come specie con dati insufficienti (DD).